# アラモサウルス
アラモサウルス（Alamosaurus）は、中生代白亜紀後期（マーストリヒシアン）に北アメリカ大陸に生息していた代表的な竜脚類の恐竜である。
属名は「アラモのトカゲ」の意味で、ニューメキシコ州北西部のオホアラモ累層で発見されたことに由来し、種小名の"sanjuanenis"は最初の化石が発見されたニューメキシコ州サンフアンにちなむ。

## 概要
1921年、ニューメキシコ州サンフアンにあるオホアラモ累層の一部であるバレル・スプリングス・アロヨ(Barrel Springs Arroyo)から、後にアラモサウルスと命名される複数の部分的な化石が発見された。1922年にはそれらに「USNM 10486」および「USNM 10487」の分類番号が付けられた。1946年には1937年6月15日にユタ州エメリー郡のノースホーン山(North Horn Mountain)で発見されたより完全な化石に「USNM 15660」の分類番号がつけられている。しかし、これらの化石はティタノサウルス類の化石の代表的なものとされながらも、全体像は不明なままであった。
2018年より、最新の学説と分析手法に基づいたUSNM 15660の解析が改めて行われ、2011年にはその巨大な頚椎と大腿骨から、全長は30m以上とアルゼンチノサウルス並みのサイズに成長する史上最大級の竜脚類であるとの分析結果が発表された。
またユタ州やテキサス州でも化石が発掘されているが、同種であるが大きさの異なるものが発見されており、これらは幼体や年齢の若い個体であると推定されている。いずれにしても今だ発見された化石の総数は少なく、これまで見つかったものは全て部分骨格で、完全骨格は未発見である。また、歯の化石が部分的に発見されているが、完全な状態の頭骨は発見されていない。

これまで発見された化石から推測された全身図
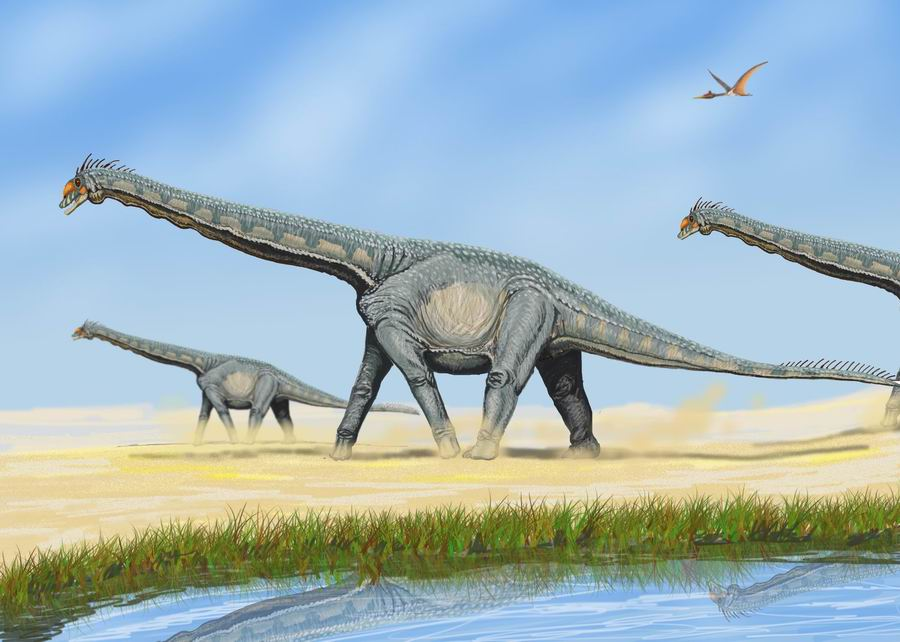
アラモサウルスの生態復元想像図
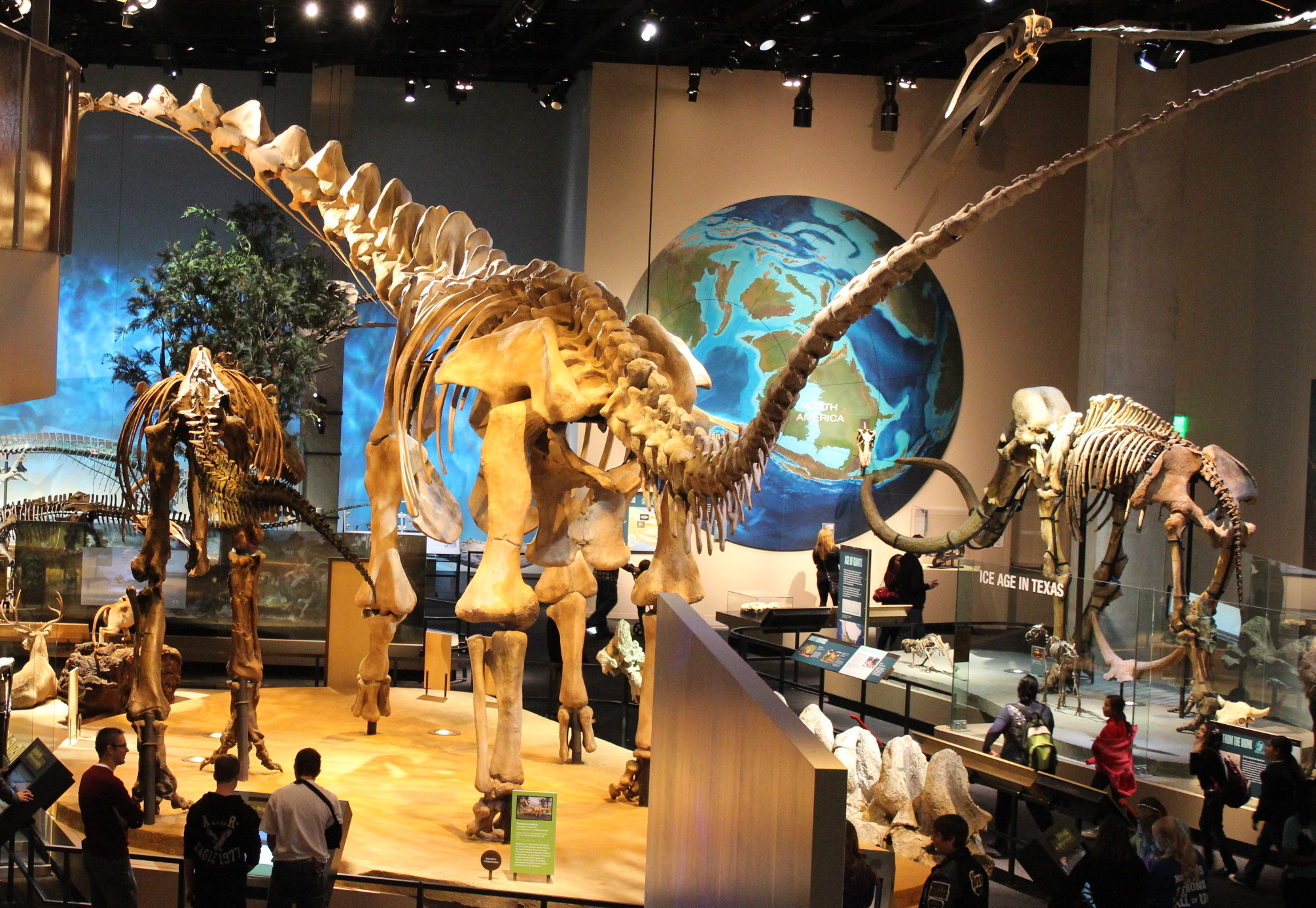
復元骨格 後方より ペロー自然科学博館（英語版）の展示品

## 白亜紀大絶滅を生き延びた可能性
2011年1月、アラモサウルスが白亜紀大絶滅後も生き残っていた可能性が、カナダにあるアルバータ大学の研究者らにより指摘された。
ニューメキシコ州サンフアン近郊の盆地で発掘された大腿骨の化石が、ウラン・鉛法で年代測定された結果、約6480万年前のものと推定された。これはK-Pg境界の70万年後であり、この時代まで生き残っていた可能性も高いという。しかし6500万年に対する70万年はほぼ誤差の範囲といえるものであり、この研究は、複数の研究者から批判されている。